# Бруно Чіполла
Бруно Чіполла (італ. Bruno Cipolla, 24 грудня 1952) — італійський академічний веслувальник.
Олімпійський чемпіон 1968 року в складі розпашної двійки зі стерновим.
Чемпіон Європи 1967 року в складі розпашної двійки зі стерновим.